# Eros en magie in de renaissance
Eros en magie in de renaissance (Frans: Eros et magie à la Renaissance) is het in 1984 verschenen magnum opus van de Roemeense filosoof en religiewetenschapper Ioan Culianu. Het is een filosofische studie van het hermetische denken van de renaissance die in de jaren tachtig en negentig veelvuldig door Italiaanse en Franse intellectuelen werd gelezen.

## Inhoud

### Eros en magie
In moderne wetenschappelijke samenlevingen wordt magie vaak gezien als een belachelijk product van primitieve en verkeerde opvattingen over de natuur. Culianu trekt deze interpretatie in twijfel door de notie van magie in de renaissancefilosofie van Marsilio Ficino, Giordano Bruno en Giovanni Pico della Mirandola te onderzoeken.
Volgens Culianu was magie een wetenschappelijk plausibele poging om mensen via erotische mechanismen te manipuleren. Net zoals erotiek, gaat magie aan de haal met het voorstellingsvermogen van de mens en met de onzichtbare libidinale banden tussen verschillende lagen van de werkelijkheid.
Volgens Culianu begint dit denken over magie in erotische termen bij Ficino, en komt het tot een culminatiepunt in het denken van Bruno.

### Tijdsdiagnose
Het boek was echter niet enkel historisch, maar ook tijdsdiagnostisch van aard. Culianu zag de hedendaagse maatschappij als een product van de reformatie, die volgens hem het christendom van magische elementen zuiverde en het voorstellingsvermogen censureerde. Enerzijds zou dit geleid hebben tot een sterke toename van strenge wetenschap en technologie, anderzijds tot neurosen en machteloosheid.

### Stijl
De stijl van het boek wijkt af van het standaard academisch discours. Dit was opzettelijk aangezien Culianu, beïnvloed door Paul Feyerabend, vond dat de academische manier van schrijven subtiel ondermijnd zou moeten worden.